# C-base

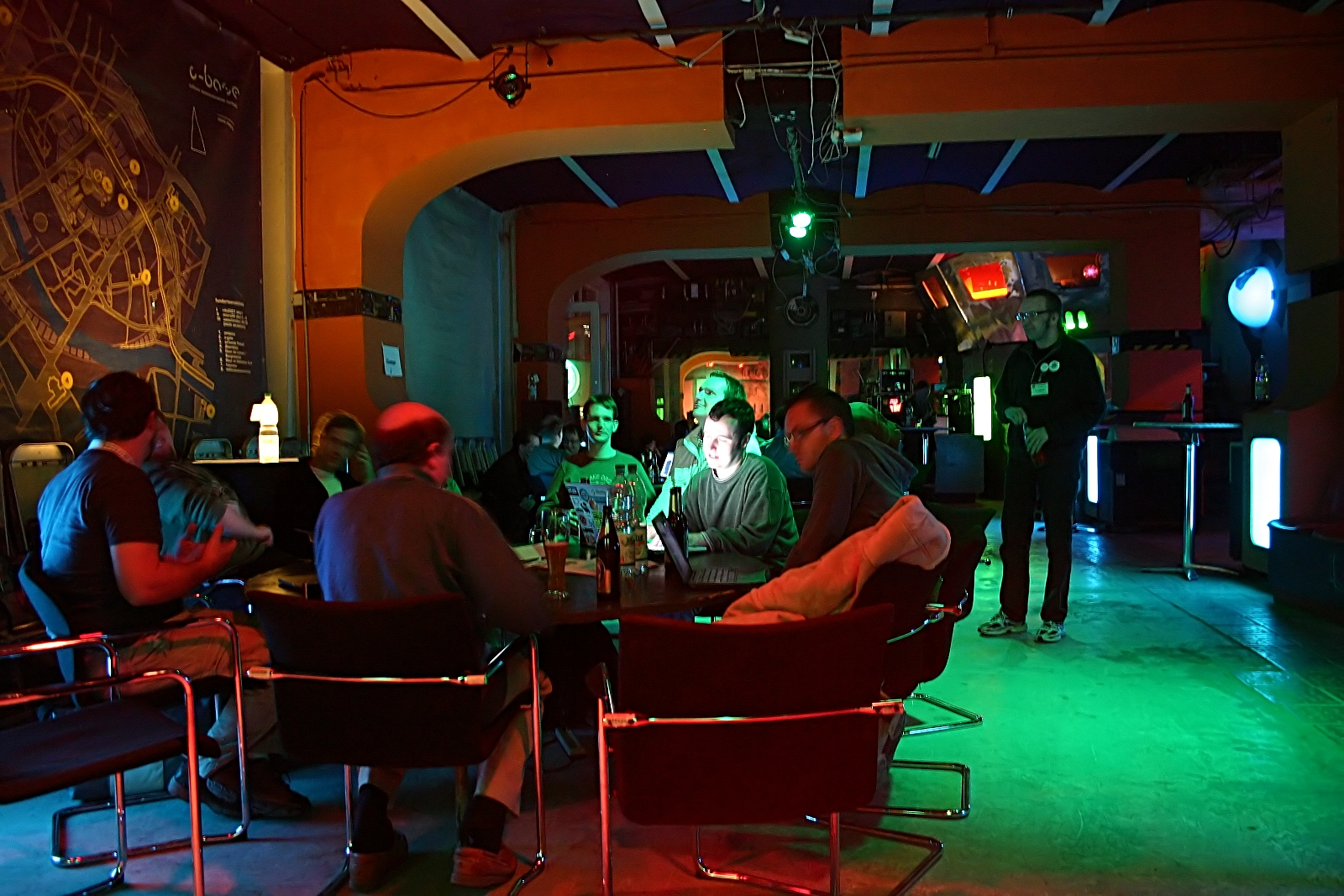
Innenraum der c-base

Der c-base e. V. ist ein gemeinnütziger Verein, der eine fiktive, abgestürzte Raumstation rekonstruiert, die einen Hackerspace hat. Ursprünglich als ein „erweitertes Wohnzimmer“ der drei Initiatoren Hardy Engwer geb. Krause („cynk“), Marten Suhr („mars“) und Carsten Ussat („nomax“) von 17 Gründungsmitgliedern am 12. August 1995 gegründet, versteht sich die c-base mittlerweile als Dreh- und Angelpunkt der Berliner Nerd- und Hackerszene. Auf dem Logoaufkleber der c-base befindet sich der Schriftzug culture communication carbonite.

## Verein

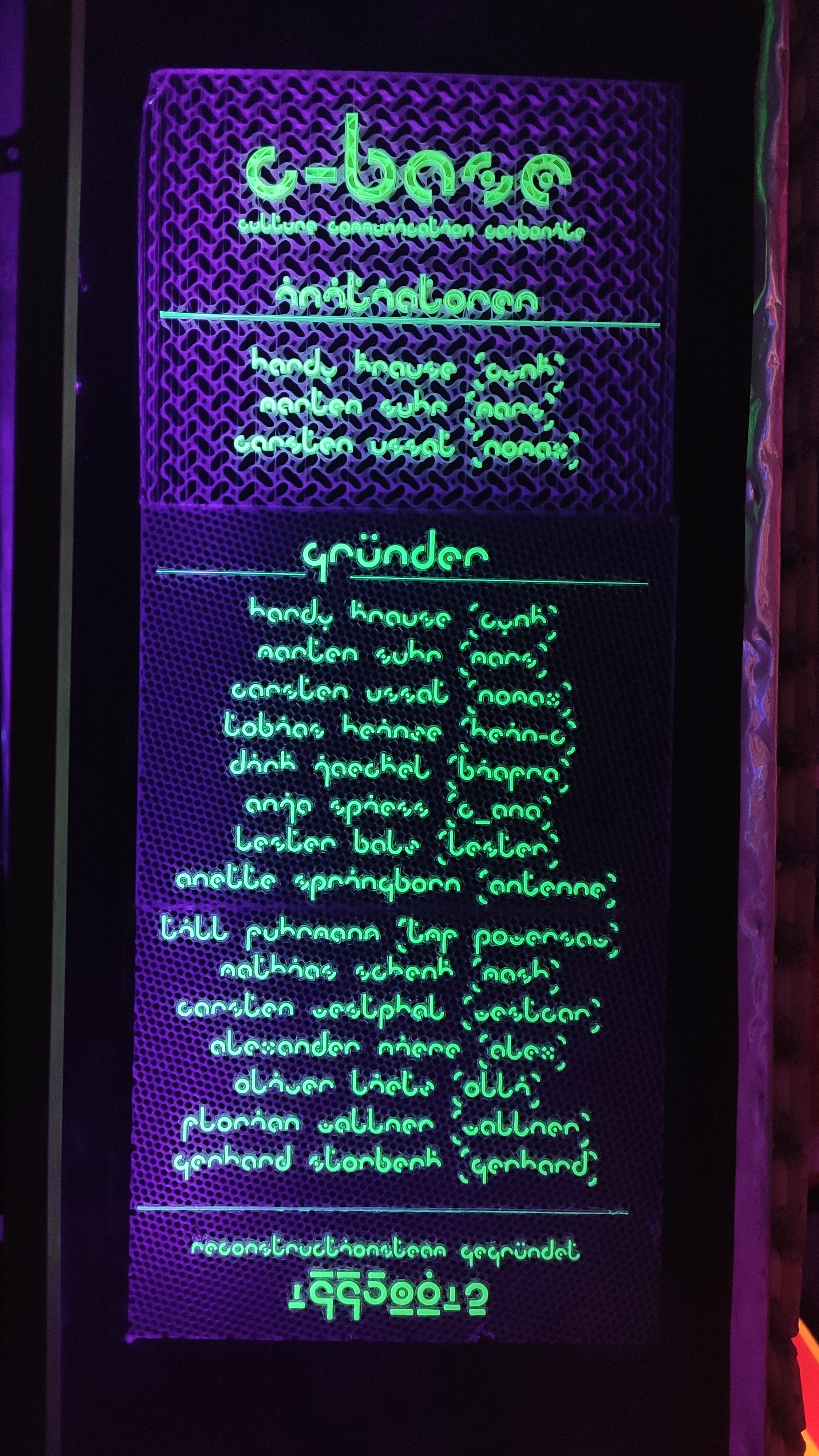
Gründertafel der c-base

Der c-base e. V. ist ein gemeinnütziger Verein, der von seinen zahlenden Mitgliedern sowie Spenden und anderen Einnahmen unterhalten wird. Direkte Zuwendungen aus öffentlichen Mitteln erhält der Verein nicht. Der Vereinszweck laut Satzung ist die Fortbildung in den Bereichen Hardware, Software und Netzwerke, was durch Schulungen, Vorträge, Workshops und kulturelle Veranstaltungen verschiedener Natur erreicht wird. Die Teilnahme ist meist auch Nichtmitgliedern gestattet und nur selten kostenpflichtig. Eine Vereinsmitgliedschaft ist volljährigen natürlichen sowie juristischen Personen möglich.

## Vereinsmotto
Über das Motto be future compatible! fordert die c-base (unter anderem) den Blick auf die Zukunft sowie die Ausrichtung des Denkens und Handelns zugunsten einer positiven solchen.

## Vereinsräume

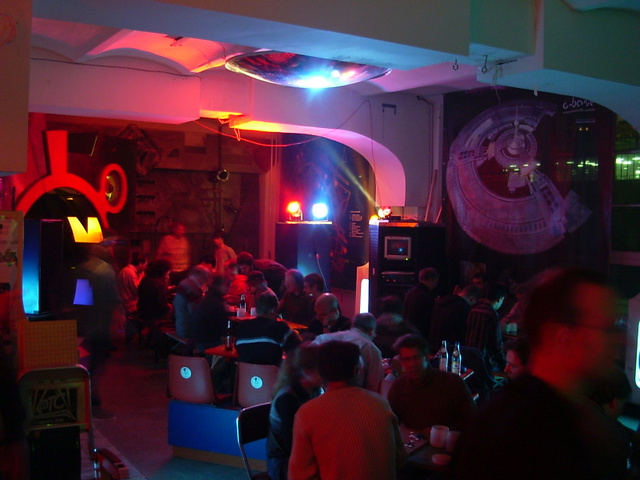
c-base von innen

Die etwas über 700 Quadratmeter großen Vereinsräume im Berliner Stadtteil Mitte wurden durch Ein- und Umbauten dem Aussehen einer Raumstation näher gebracht – vom Verein wird dies mit Bezug auf den Gründungsmythos als „Rekonstruktionsarbeit“ bezeichnet. Die c-base bietet Veranstaltungsräume für Vereinsmitglieder und für andere Initiativen. Die Räume stehen als Hackerspace prinzipiell allen Gruppen für Treffen oder Veranstaltungen offen, die sich mit den Zielen der c-base identifizieren können. Die c-base sieht sich als Raumstation, als ein Ort, der der Kreativität der Community Raum gibt. Seit 2021 gibt es eine 360° roomtour, in der die Räumlichkeiten betrachtet werden können. Die c-base ist in folgende Räumlichkeiten unterteilt:
- Mainhall: große Halle im Erdgeschoss für Veranstaltungen, auch für Besucher zugänglich
- Seminarraum: Raum für Seminare
- Brücke: Büroraum des Vorstands
- Nerdarea: Rückzugsort für Mitglieder mit privaten PCs und gemütlicher Couchecke
- c-lab: Bastelraum mit Lötstationen, Schneidplotter, 3D-Druckern und vielem mehr
- Soundlab: kleines Tonstudio
- Werkstatt: Werkstatt mit allerlei Werkzeug, Maschinen und selbstgebauter CNC-Fräsmaschine und Tiefziehtisch
- Robolab: bekannt als Raum der tausend Namen für verschiedene Zwecke
- Combiose: kleine Teeküche
- Serverraum: ventilierter Raum für den Server der c-base
- Weltenbaulab: Sitzecke und Bibliothek

### Vergangenes

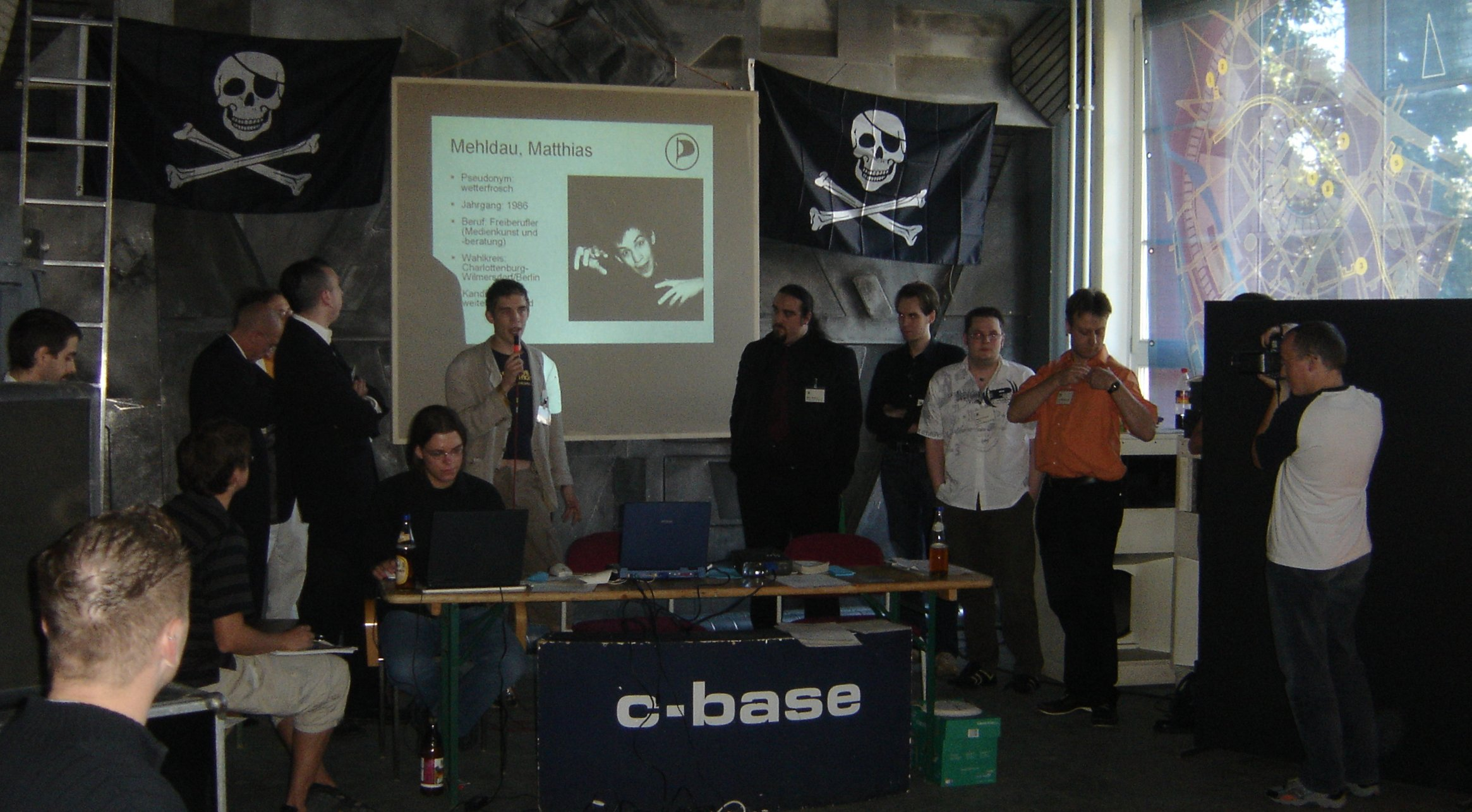
Gründungsversammlung der Piratenpartei Deutschland (2006)

Die c-base war Drehort für die Tatort-Folge 430 Tödliches Labyrinth (Erstausstrahlung am 12. Dezember 1999 in der ARD), die vom Tod eines jungen Hackers handelte, der vom Dach des Berliner Forum Hotels – heute Park Inn – gestürzt war. Auch eine Szene der Tatortfolge Tod einer Heuschrecke (Erstausstrahlung am 16. März 2008 in der ARD) wurde in den Räumen des c-base e. V. gedreht. Weiterhin wurden Szenen für die achte Folge der zweiten Staffel „Lasko, die Faust Gottes“ sowie die erste Staffel der Serie You are Wanted teilweise in den Räumlichkeiten der c-base gedreht.
Zum Jahreswechsel 2002/03 wurde hier das Projekt BerlinBackBone mit dem Ziel gegründet, in Berlin einen freien, öffentlichen Zugang zum Internet über Freifunknetze bereitzustellen.
Am 10. September 2006 fand hier die Gründungsversammlung der Piratenpartei Deutschland statt.
Vom 14. bis 16. September 2006 wurde in Berlin die vierte Ausgabe der Wizards of OS, einer internationalen Konferenz zu den Themen freie Software und freies Wissen, erstmals in Zusammenarbeit mit dem c-base e. V. veranstaltet.
Während der Demonstrationen unter dem Motto Freiheit statt Angst war bisher regelmäßig Radio 1984 in den Räumen der c-base stationiert, um live über die Protestaktionen zu berichten.
Von 2003 bis Mitte 2010 veranstaltete die c-base ein wöchentliches Musikertreffen, die sogenannte Cosmic Open Stage, bei der bekannte und unbekannte Musiker auftraten oder Jam-Sessions veranstalteten.
Das Metalab bezog seine Inspiration von der c-base.

### Regelmäßige Nutzer

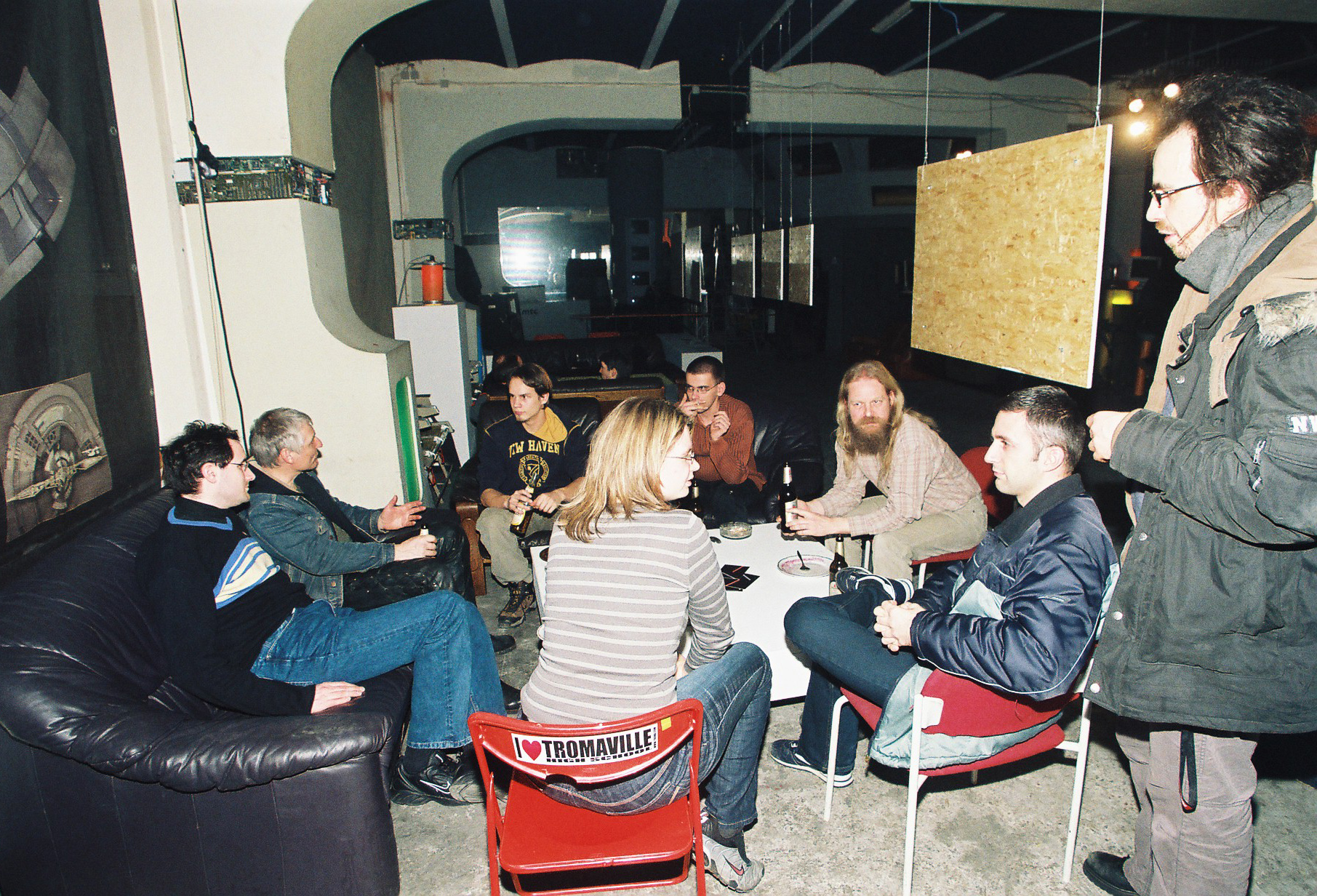
Wikipedianer in der c-base

Verschiedene Stammtische treffen sich auf der c-base, so beispielsweise ein 3D-Stammtisch, freifunk.net, Ubuntu Berlin, AK Vorrat, Android-Entwickler, Drupal-User-Group und andere. Ab 2004 wurden in den Vereinsräumen der c-base regelmäßige Treffen der Berliner Wikipedia-Community abgehalten. 2012 kam der monatlich stattfindende „Netzpolitische Abend“ der Digitalen Gesellschaft hinzu.
Einmal jährlich bietet die @c-terra eine Übersicht der in der c-base versammelten Disziplinen und Interessen.

### Weiteres
Darüber hinaus findet eine Vielzahl unterschiedlicher (teils externer) Veranstaltungen (Präsentationen, Theateraufführungen, Musikdarbietungen, Kunstausstellungen) in den Vereinsräumen statt, angefangen von Lounges zum Chaos Communication Congress, Veranstaltungen von Ubuntu Berlin über regelmäßige Begleitveranstaltungen zur transmediale, bis hin zum Mozilla Add-on-Workshop, dem Maemo Summit 2008 und der Beteiligung am OpenMoon Projekt.

## Raumstation als Gründungsmythos
Ein wichtiger Bestandteil des Vereinslebens ist sein Gründungsmythos. Hiernach lägen unter dem Stadtzentrum von Berlin die Trümmer einer vor 4,5 Milliarden Jahren abgestürzten Raumstation, deren Antenne in Gestalt des Berliner Fernsehturms aus dem Boden rage.
Auch wenn der Verein dies nicht voraussetzt, kommunizieren seine Mitglieder, als wäre dieser Mythos Realität mit einem Augenzwinkern – dies ist auf den Vereinswebseiten separat dokumentiert. Es gibt verschiedenste Mythen, die immer wieder bei Alien-Führungen erzählt werden (auf der c-base werden Nichtmember als Alien bezeichnet). Als Beispiel für diese Übertreibungen sei genannt, dass, da die c-base in Berlin keine Starterlaubnis erhält, die c-base irgendwann die Erde absprengen muss. Es gibt eine c-base App namens c-beam, in der es sogar einen Knopf mit der Aufschrift „Erde absprengen“ gibt. Da sich die c-base aktuell in der historisch dritten Räumlichkeit befindet, wird das aktuelle Rekonstruktionsprojekt als cbrp3 (c-base reconstruction project 3) bezeichnet.

### Geschichte der „Raumstation“
Die Raumstation c-base sei nach „Erkenntnissen“ der Vereinsmitglieder einst in ein Zeitloch geraten und aufgrund der schlagartig veränderten Bedingungen aus einer fernen Zukunft auf die Erde abgestürzt. An Bord hätten sich eine Reihe hochtechnischer Entwicklungen und noch nicht erforschte Lebensformen befunden.
Im heutigen Berlin sind angeblich zahlreiche „Belege“ für die Existenz der Raumstation zu finden. Vor allem die Antenne der Station, die heute als Fernsehturm genutzt werde, sei seit ihrer Enttarnung durch Wissenschaftler der DDR und der Sowjetunion weithin sichtbar im Stadtbild Berlins. Andere Orte, wie die beim Absturz abgesprengte „Multimodulstation“ (derzeit der aktuelle Ort des Vereins), unterliegen gerade erst einer ausgiebigen „Erforschung“.
Das aktuelle Wissen um die c-base ist im sogenannten Allmanach niedergeschrieben, der bislang nur in gedruckter Form vorliegt. Die c-pedia versucht als Online-Enzyklopädie das angesammelte „Wissen“ auch im Internet verfügbar zu machen, steht aber derzeit noch am Anfang. Daneben wird auch die „Rekonstruktion von Artefakten der c-base“ vorangetrieben.
Zum 20. Geburtstag der c-base wurde im August 2015 ein 208 Seiten starkes Buch über die Geschichte der Raumstation veröffentlicht. Durch eine Kickstarter-Kampagne konnte die Erstauflage des c-booc mit 1000 Exemplaren finanziert werden. Das Buch ist unter der Creative Commons Namensnennung-Nicht kommerziell 4.0 International erschienen.

### Struktur der „Raumstation“
Die c-base ist ein aus sieben konzentrischen Ringen aufgebautes System. Die Ringe können gegeneinander verschoben werden und sind daher als einzelne Module mit genau umrissenen Aufgabenbereichen zu verstehen. Die Ringe heißen (von innen nach außen): core, com, culture, creactiv, cience, carbon und clamp.
Der innerste Ring ist core, das Energiezentrum der Station, gespeist aus dem Möbiusband-Generator, der die c-base einst mit einem unendlichen Vorrat an Energie versorgt habe. Genau an seinem Ort ist heute c-beam, der Zentralcomputer der c-base, aktiv.
Der zweite Ring com habe den Raumflughafen, Hangars und Kommunikationseinrichtungen, darunter auch das interstellare Kommunikationsmodul der c-base beherbergt. Er sei vom Chaos Computer Club unter dem Namen Blinkenlights enttarnt worden.
Die weiteren Ringe – culture, creactiv und cience – dienen Einrichtungen der kulturellen und kreativen Aktivitäten sowie der wissenschaftlichen Forschung. Im cience-Ring befindet sich zudem das Arboretum. Der carbon-Ring beherberge die Unterkünfte der kohlenstoffbasierten Lebensformen der Station, und der Außenring clamp bilde schließlich die stabilisierende Außenringkonstruktion der „Raumstation“.

### Sprachliche Besonderheiten
Die Station pflegt traditionell eine eigene schriftliche Form der deutschen Sprache, genannt c-lang (gesprochen wie „Slang“).
Nach c-lang wird die Raumstation immer mit Kleinbuchstaben und einem Bindestrich geschrieben: c-base.
Die c-base entwickelte des Weiteren zwei eigene Fonts: ceva (gesprochen zefa, siehe Gründungstafel) und linear construct.

## Andere Aktivitäten
Die c-base ist seit einigen Jahren extern auf den Veranstaltungen des Chaos Computer Club – wie dem Chaos Communication Congress und dem Chaos Communication Camp – meist im Rahmen des Tracks Art & Beauty vertreten. Mitglieder der c-base waren Teilnehmer des Weltkindertages 2003 und führten dort den jungen Besuchern Robotertechnik und 3D-Design vor. Ebenso verfügt die c-base über ein innovatives Soundlab, in dem aktuell die Band „The Defintion“ residiert.